# Dag van de Ondernemer
Op de Dag van de Ondernemer wordt waardering getoond voor de economische en maatschappelijke bijdrage van ondernemers. In Nederland en Vlaanderen vinden vele initiatieven plaats waarmee mkb-ondernemers (Nederland) en kmo-ondernemers (Vlaanderen) worden bedankt voor hun lef- en doorzettingsvermogen.

## Nederland
De Dag van de Ondernemer wordt in Nederland gevierd op de derde vrijdag van november. MKB-Nederland (Koninklijke Vereniging MKB-Nederland) is initiatiefnemer en organisator van deze dag. In het hele land worden ondernemers in het zonnetje gezet door hun naasten. Ook veel gemeenten, brancheorganisaties, ministers, staatssecretarissen, Kamerleden, Europarlementariërs, Nederlandse ambassades, minister-president Rutte en Koningin Máxima hebben de afgelopen jaren een bijdrage geleverd aan deze dag. De eerste Dag van de Ondernemer in Nederland vond plaats op vrijdag 18 november 2016.

## Vlaanderen
Op vrijdag 21 november 2014 heeft Unizo (Unie van Zelfstandige Ondernemers) de Dag van de Ondernemer geïntroduceerd in Vlaanderen. De Dag van de Ondernemer in Vlaanderen wordt elk jaar in november gevierd op de vrijdag die valt in de Global Entrepreneurship Week, een wereldwijde week ter bevordering van het ondernemerschap.